# Lidnersk knäpp
Lidnersk knäpp är ett svenskt uttryck som syftar på en plötslig höjning av en persons intellektuella förmåga. Uttrycket har sin grund i en anekdot om den svenske 1700-talsdiktaren Bengt Lidner.
Anekdoten berättar att Lidner enligt egen utsago ansågs vara en högst medelmåttig skolelev, tills det en dag i elvaårsåldern "knäppte till" i hans huvud på ett smärtsamt, snabbt övergående vis. Efter denna "knäpp" visade han sig ha utmärkt uppfattningsförmåga och gott minne. 
Uttrycket används ibland något felaktigt i samband med plötslig insikt vid problemlösning.
I folkmun var det att plötsligt prestera utöver ens ditintills kända förmåga; något man inte trodde sig förfoga över.